# Slag bij Front Royal

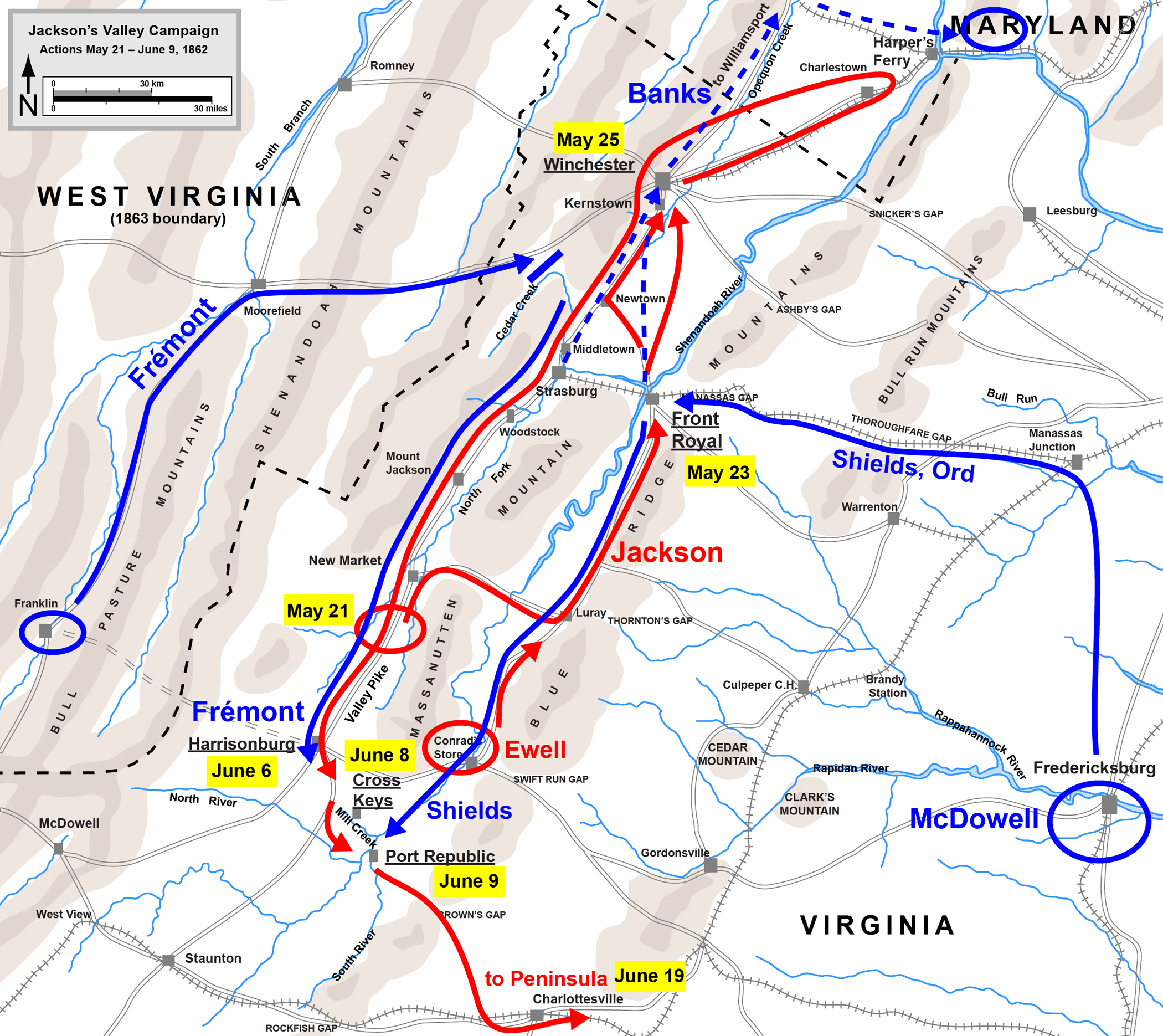
Jacksons veldtocht in de Shenandoahvallei: Front Royal tot Port Republic.

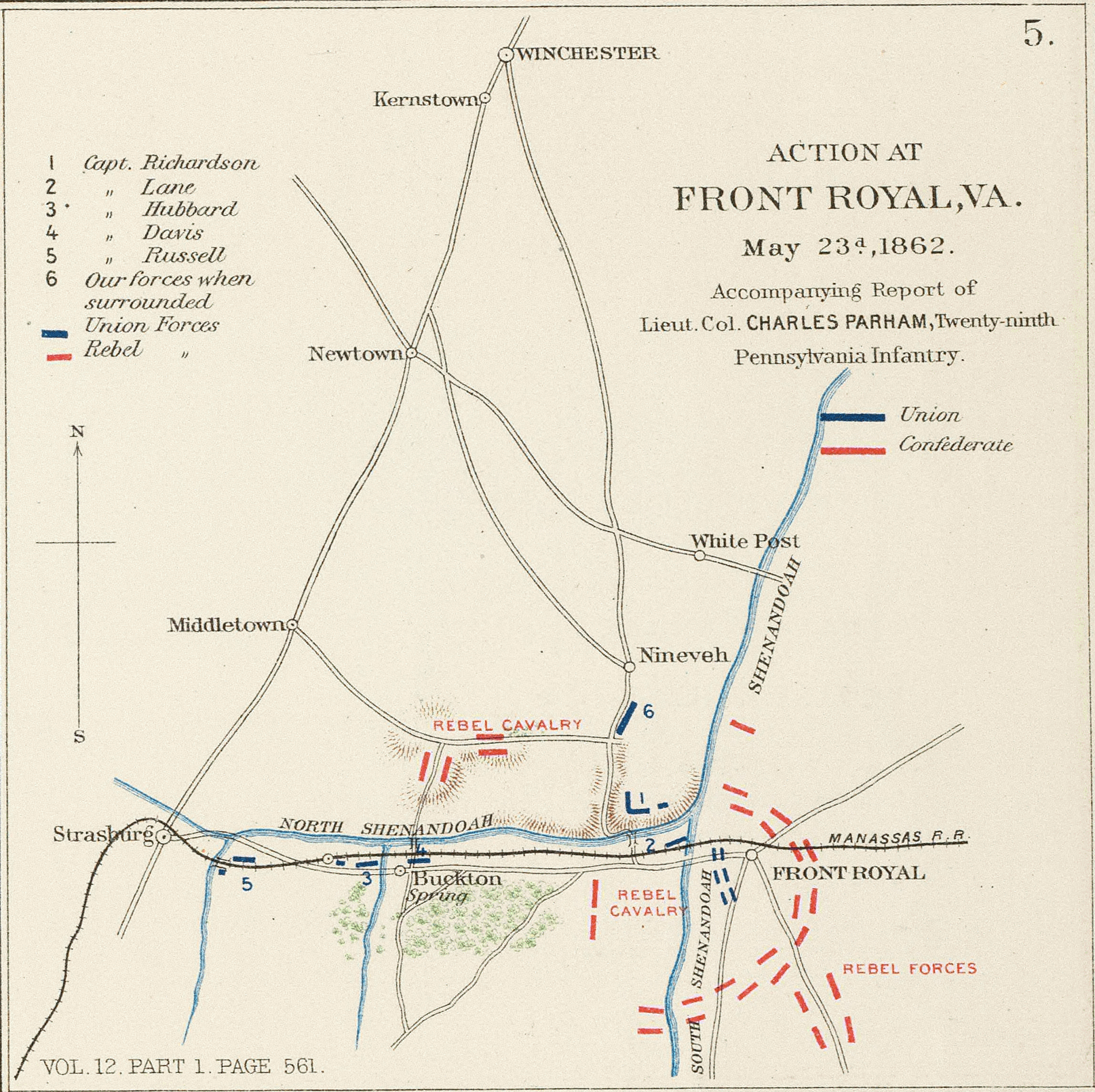
"Strijd bij Front Royal, Virginia"

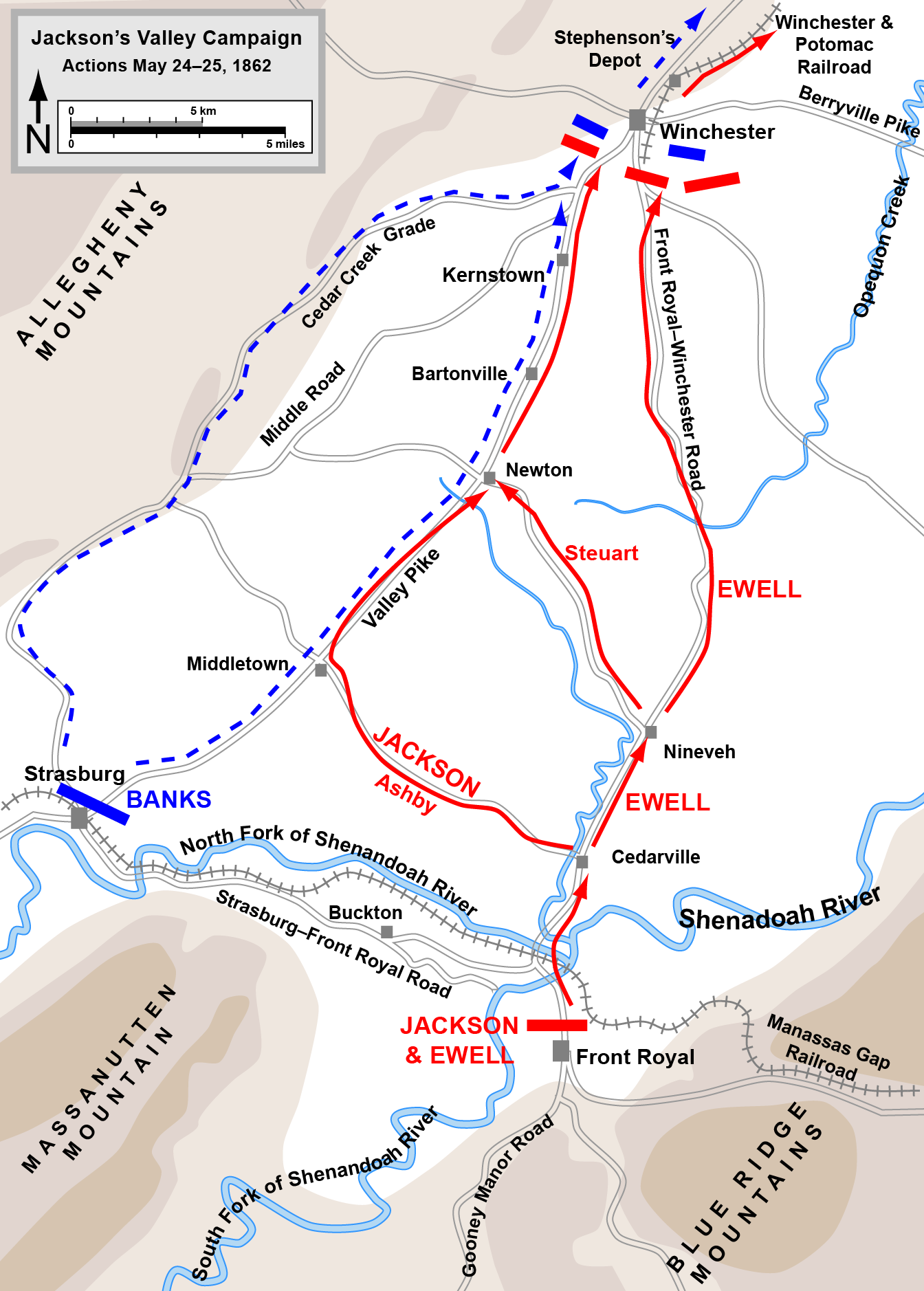
Front Royal tot First Winchester. 24 en 25 mei 1862.

De Slag bij Front Royal vond plaats op 23 mei 1862 tijdens de Amerikaanse Burgeroorlog. Deze slag is ook bekend als de Slag bij Guard Hill of de Slag bij Cedarville Het was de derde slag van Jacksons veldtocht in de Shenandoahvallei. De Zuidelijke generaal Thomas J. "Stonewall" Jackson slaagde erin om een veel groter Noordelijk leger tot de aftocht te dwingen door een goed gebruikt van de topografie en mobiliteit.

## Achtergrond
Op 21 mei 1862 had generaal-majoor Nathaniel P. Banks zijn 9.000 man sterke leger bij Strasburg geconcentreerd. Twee compagnies beschermde Buckton Depot. Kolonel John R. Kenly en zijn 1.063 soldaten en twee kanonnen waren gekazerneerd in Front Royal. De Zuidelijke cavalerie onder kolonel Turner Ashby viel de Noordelijken bij Strasburg aan om zich daarna opnieuw aansluiting te zoeken bij het Zuidelijke leger. Dit leger was op weg naar Luray in Virginia.
Op 22 mei 1862 marcheerde het 16.500 sterke leger van Jackson langs de Luray Road tot op ongeveer 15 km van Front Royal. Hij richtte zijn hoofdkwartier in bij Cedar Point. Kolonel Thomas T. Munfords cavalerie moest de communicatie tussen Fron Royal en Washington D.C. verbreken ter hoogte van Manassas Gap.

## De slag
In de vroege ochtend van de 23ste mei had de voorhoede van Jacksons leger Spangler’s Crossroads bereikt. Hier vertrokken de cavalerie-eenheden van Ashby en Thomas L. Flournoy naar het westen om de South Fork over te steken bij McCoy’s Ford. De infanterie zette hun weg verder naar Asbury Chapel en het kruispunt Gooney Manor Road. Toen ze die weg bereikt hadden, marcheerden ze vanuit het zuiden naar Front Royal. Zo passeerden ze de Noordelijke wachtposten langs de Luray Road die na een kort gevecht verjaagd werden.
De voorste brigade van Jacksons brigade, onder leiding van brigadegeneraal Richard Taylor stelde zich op Prospect Hill en verder op de heuvelrug in oostelijke richting. De 1st Maryland en majoor Roberdeau Wheats Louisiana Tigers werden vooruit gestuurd om het dorp te zuiveren van Noordelijke scherpschutters. De Noordelijke bevelhebber van Front Royal (kolonel Kenly) trok zijn manschappen terug naar Camp Hill. De Noordelijke slaglinie werd opgesteld in een halve maan met beide flanken verankerd op de South Fork en Happy Creek (bij South Fork Bridge). Kenly’s artillerie opende het vuur op de Zuidelijke troepen.
De Zuidelijke infanterie rukte verder op door het stadje en ze stelde zich op onder nauwkeurig Noordelijke artillerievuur. Een Zuidelijke colonne marcheerde naar het oosten om een flankeerbeweging uit te voeren. Hiermee hoopten ze de Happy Creek over te geraken en de Noordelijken te dwingen tot een terugtocht zonder een frontale aanval te moeten uitvoeren. Na enige vertraging werd een Zuidelijke batterij opgesteld op Prospect Hill om de Noordelijke artillerie onder vuur te nemen.
Na het oversteken van de South Fork bij McCoy’s Ford reden Ashby’s en Flournoy’s cavalerie via Bell’s Mill en Waterlick Station naar het Noordelijke depot van Buckton. Ashby voerde een charge uit. Voor de Noordelijke wachtposten zich overgaven, had hij verschillende van zijn beste officieren verloren. Ashby liet de telegraaflijnen doorsnijden. De communicatie tussen Strasburg en Front Royal was weg gevallen. Flournoy reed met zijn cavalerie door om de achterhoede van Kenly te bedreigen. Ashby bleef in Buckton om eventuele Noordelijke versterkingen via de spoorlijn naar Front Royal tegen te houden.
Toen Kenly ontdekte dat er Zuidelijke cavalerie uit westelijke richting kwam, trok hij zich terug van Camp Hill. De Noordelijken staken de South en North Fork bruggen over en probeerde ze daarna in brand te steken. Een deel van zijn leger stelde hij op Guard Hill. De Zuidelijken probeerden ondertussen de vlammen te doven en de bruggen te redden. Na geslaagde bluswerken werden de bruggen hersteld. Ondertussen had Flournoy de rivier overgestoken en de Noordelijke posities onder druk gezet. Toen de Zuidelijke infanterie de bruggen overstak, trok Kenly zich opnieuw terug terwijl zijn cavalerie een achterhoedegevecht leverde met Flournoy’s eenheden.
Kenly trok zich terug langs de Winchester turnpike naar Cedarville met Flournoy in de achtervolging. Bij Thomas McKays huis stelde Kenly opnieuw een slaglinie op met beide vleugels op de hellingen van de heuvels. Flournoys cavalerie flankeerden de Noordelijken. Paniek brak uit. Kenly raakte gewond en de Noordelijke slaglinie viel uit elkaar. Meer dan 700 Noordelijke soldaten gaven zich over.

## Gevolgen
De Noordelijke verloren 773 soldaten waarvan er 691 gevangen werden genomen. De Zuidelijken verloren 36 doden en gewonden. Jacksons overwinning bij Front Royal dwong het Noordelijke leger onder Banks bij Strasburg tot een terugtocht. Op 24 mei, tijdens de terugtocht, werd Banks voortdurend aangevallen door Zuidelijke cavalerie en artillerie. De Schermutselingen bij Middletown en Newtown waren de voorbodes tot de Eerste slag bij Winchester op de volgende dag.